# K.A.Z.
Kazuhito Iwaike (岩池 一仁 Iwaike Kazuhito; Kōfu, Yamanashi, Japón; 11 de octubre de 1968), más conocido por su nombre artístico K.A.Z, es un músico y escritor japonés conocido por trabajar con Oblivion Dust, hide with Spread Beaver y VAMPS.

## Carrera
K.A.Z fue guitarrista de la banda «Gemmy Rockets»  y de «The Lovers», luego formó una banda llamada Oblivion Dust en 1996. A principios de 1998, se unió a la banda de hide como guitarrista de apoyo, hide with Spread Beaver. Sin embargo esto no duró mucho debido a la muerte de hide el 2 de mayo, con KAZ solo aparece en dos canciones de su último álbum Ja, Zoo. Él y sus compañeros de banda Spread Beaver I.N.A. y D.I.E. remezclaron una canción para  Zilch Bastard Eyes en 1999.
En 2001 Oblivion Dust se disolvió, Coorganizó la canción «Tightrope» en el doble debut al lado del bajista de L'Arc~en~Ciel Tetsu. En 2002, formó la unidad de rock Spin Aqua con la vocalista, modelo y actriz Anna Tsuchiya.  Después de producir tres sencillos y un álbum, se dispersaron a mitad de 2004.
Comenzó a coescribir y a coproducir canciones con Hyde el vocalista de L'Arc~en~Ciel en el 2003, coorganizó todas las canciones del álbum 666. Fue co-organizador y coproductor del tercer álbum solista de HYDE, Faith, y compuso cinco canciones incluyendo el sencillo «Season's Call»  además sirvió como guitarrista de varias giras de HYDE.
A finales de 2004, K.A.Z creó la banda Sonic Storage con su excompañero de banda Spread Beaver I.N.A. También participó con el músico coreano Seo Taiji en el álbum 7th Issue.
El 28 de junio de 2007, anunció que volvería a reunirse con Oblivion Dust, y a principios de 2008 K.A.Z. y HYDE decidieron crear VAMPS.

## Equipamiento
- K.A.Z guitars
- PRS with P-90's